# Амфідамант (син Бусіріса)
Амфідамант (дав.-гр. Αμφιδάμας) — в давньогрецькій міфології син єгипетського царя Бусіріса, який убивав усіх чужоземців і приносив у жертву богам. Батько й син загинули від руки Геракла.
Історичним прототипом Амфідаманта міг бути фараон Аменхотеп I, син Яхмоса I, визволителя Єгипту від влади чужоземців-гіксосів.